# Kanál Karaste

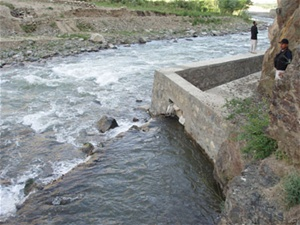
Kanál Karaste, okres Tagáb

Kanál Karaste je zavlažovací kanál v okrese Tagáb v provincii Badachšán v Afghánistánu. Čerpá vodu z řeky Tagáb.
Kanál byl původně postaven v 70. letech 20. století, ale fungoval pouze jednu sezónu. Jeho rekonstrukce začala v roce 2005 s pomocí USAID a byla dokončena v roce 2007.